# 鄧穎堯
鄧穎堯（英語：Yoyo Tang Wing Yiu，1992年6月13日—），是前香港少女模特兒，曾經為Jam Cast Management (HK) Ltd旗下模特兒。

## 簡歷
鄧穎堯曾就讀珠海學院新聞及傳播學系。後來，她在2012年簽了JamCast成為旗下的模特兒。

## 感情生活
鄧穎堯於2009年與男友李浩楠（Daniel）開始拍拖，2017年11月註冊結婚，同年則於補辦喜宴。
2018年11月，在社交網站宣布懷孕。2019年5月10日，宣布誕下女兒Hailie Lee。 
2020年11月，在社交網站宣布再度懷孕。2021年4月27日，宣布順利誕下兒子Andreas Lee。

## 演出

### 電視劇（香港電台電視部）
- 2018年：《那些年那些歌 II》之《陳百強篇：有了你》

### 電視節目（香港電台電視部）
- 2016年：《醫生與你2016》之《零時間運動》環節
- 香港電台節目 ABU 兒童節目
- 香港電台教育電視

### 微電影
- Yahoo! 微電影 - 換畫

### 網絡電影
- 李逸朗執導《神探茄喱啡》 (2016年)

### MV
- 洪卓立《閃先》 (2017年)

### 廣告
- 屈臣氏網上短片《跟住魯芬去「吻感」》
- Sony Xperia mobile phone (2015 Hong Kong)
- 蘇菲衛生棉　(2013 中國及蒙古)
- KFC 蜂蜜烤雞黑椒篇 (2013 香港)
- Ocean Park (2015 Hong Kong, China and Taiwan)
- New Balance (2014 Hong Kong)
- 永亨銀行 (2014 香港)
- Soft Sanitary Napkin (2013 中國及蒙古)
- New Town Mall (2013 香港)
- 2% Fashion style Guide (2012 香港)
- Whisper TVC  (2016 香港)
- AIA 與你並肩開闢事業新天地 (2020 香港)

## 外部連結
- 鄧穎堯的Facebook專頁
- 鄧穎堯的Instagram帳戶